# Giải Locus cho tiểu thuyết khoa học viễn tưởng hay nhất
Giải Locus cho tiểu thuyết khoa học viễn tưởng hay nhất (tiếng Anh: Locus Award for Best Science Fiction Novel) là một trong loạt giải Locus của tạp chí Locus, thiết lập năm 1980, dành cho các tiểu thuyết khoa học viễn tưởng hay nhất. Những tác phẩm được bầu chọn phải được xuất bản trong năm trước đó.

## Các tác phẩm đoạt giải
| Năm  | Tác phẩm                                                                                         | Tham khảo   |
| ---- | ------------------------------------------------------------------------------------------------ | ----------- |
| 1980 | Titan của John Varley                                                                            | [ 1 ]       |
| 1981 | The Snow Queen của Joan D. Vinge                                                                 | [ 1 ]       |
| 1982 | The Many Coloured Land của Julian May                                                            | [ 1 ]       |
| 1983 | Foundation's Edge của Isaac Asimov                                                               |             |
| 1984 | Startide Rising của David Brin                                                                   | [ 2 ] [ 3 ] |
| 1985 | The Integral Trees của Larry Niven                                                               |             |
| 1986 | The Postman của David Brin                                                                       | [ 3 ]       |
| 1987 | Speaker for the Dead của Orson Scott Card                                                        | [ 4 ]       |
| 1988 | The Uplift War của David Brin                                                                    | [ 3 ]       |
| 1989 | Cyteen của C. J. Cherryh                                                                         |             |
| 1990 | Hyperion của Dan Simmons                                                                         |             |
| 1991 | The Fall of Hyperion của Dan Simmons                                                             |             |
| 1992 | Barrayar của Lois McMaster Bujold                                                                |             |
| 1993 | Doomsday Book của Connie Willis                                                                  |             |
| 1994 | Green Mars của Kim Stanley Robinson                                                              |             |
| 1995 | Mirror Dance của Lois McMaster Bujold                                                            |             |
| 1996 | The Diamond Age của Neal Stephenson                                                              |             |
| 1997 | Blue Mars của Kim Stanley Robinson                                                               |             |
| 1998 | The Rise of Endymion của Dan Simmons                                                             |             |
| 1999 | To Say Nothing of the Dog của Connie Willis                                                      |             |
| 2000 | Cryptonomicon của Neal Stephenson                                                                |             |
| 2001 | The Telling của Ursula K. Le Guin                                                                |             |
| 2002 | Passage của Connie Willis                                                                        |             |
| 2003 | The Years of Rice and Salt của Kim Stanley Robinson                                              |             |
| 2004 | Ilium của Dan Simmons                                                                            |             |
| 2005 | The Baroque Cycle (i.e. Quicksilver; The Confusion; The System of the World) của Neal Stephenson |             |
| 2006 | Accelerando của Charles Stross                                                                   |             |
| 2007 | Rainbows End của Vernor Vinge                                                                    |             |
| 2008 | The Yiddish Policemen's Union của Michael Chabon                                                 |             |
| 2009 | Anathem của Neal Stephenson                                                                      |             |
| 2010 | Boneshaker của Cherie Priest                                                                     | [ 5 ]       |
| 2011 | Blackout/All Clear của Connie Willis                                                             | [ 6 ]       |
| 2012 | Embassytown của China Miéville                                                                   | [ 7 ]       |
| 2013 | Redshirts của John Scalzi                                                                        | [ 8 ]       |
| 2014 | Abaddon's Gate của James S. A. Corey                                                             |             |